# Augusta Victoria van Sleeswijk-Holstein-Sonderburg-Augustenburg
Augusta Victoria "Dona" Frederika Louise Feodora Jenny (Lubsko, 22 oktober 1858 — Huis Doorn, 11 april 1921), prinses van Sleeswijk-Holstein-Sonderburg-Augustenburg, was, als echtgenote van keizer Wilhelm II, koningin van Pruisen en keizerin van het Duitse Rijk. Ze was de dochter van hertog Frederik van Sleeswijk-Holstein-Sonderburg-Augustenburg en diens gemalin Adelheid van Hohenlohe-Langenburg.

## Biografie
Auguste Victoria beleefde een rustige jeugd in Dolzig en Kiel, maar moest toen Sleeswijk-Holstein na de Duits-Deense Oorlog werd ingelijfd bij Pruisen en Oostenrijk met haar familie naar Gotha vluchten. Op 14 februari 1880 verloofde zij zich vrij plotseling met de Pruisische prins Wilhelm, zoon en beoogd troonopvolger van kroonprins Frederik Willem en kleinzoon van keizer Wilhelm I. Op 27 februari 1881 trouwden de twee. Het betrof voor zowel Augusta Victoria als Willem hoogstwaarschijnlijk een verstandshuwelijk. In tegenstelling tot haar echtgenoot, die zijn leven lang heen-en-weer werd gegooid tussen liefde en haat, had ze bovendien een grote hekel aan Engeland.
Nadat Wilhelm in 1888 als Wilhelm II de Duitse troon had bestegen, hield de streng-religieuze keizerin zich voornamelijk bezig met het stimuleren van kerkelijke en sociale doelen – zo liet ze onder andere de Kaiser-Wilhelm-Gedächtniskirche bouwen – en de opvoeding van haar zeven kinderen. Gedurende de Eerste Wereldoorlog bekommerde ze zich om de gewonden en zette ze zich in voor het behoud van de autoriteit van de door haar geadoreerde keizer. Gedurende de Novemberrevolutie hield zij zich met haar dochter Victoria Louise op in Berlijn. Op de dag dat Wilhelm II zijn abdicatie tekende, voegde zij zich bij hem in zijn Nederlandse ballingschap, hoewel haar gezondheid, door een hartkwaal en bezorgdheid over het lot van haar echtgenoot en het vaderland, reeds slecht was.
Na de zelfmoord van haar zoon Joachim in 1920 ging haar gezondheid nog verder achteruit. Op 11 april 1921 stierf zij in bijzijn van Wilhelm II en haar zoon Adalbert. Voor de keizer, die pas in Nederland een echte band met zijn echtgenote had gekregen, was dit een zware slag. Om zijn eenzaamheid te verlichten hertrouwde hij een jaar later met de weduwe prinses Hermine von Schoenaich-Carolath. Keizerin Augusta Victoria werd op 19 april 1921 begraven in de Antikentempel te Potsdam. Meer dan 200.000 Duitsers bewezen haar de laatste eer.

## Nalatenschap
Behalve de stichting van talloze kerken heeft de keizerin, die men spottend "Kirchenjuste" oftewel "kerkgansje" noemde, weinig sporen nagelaten. In 1906 heeft zij een Damesorde, het Kruis van Verdienste voor Vrouwen, ingesteld. Haar monogram is te vinden op het Olijfberg-kruis op de Olijfberg in Jeruzalem. Op deze locatie zijn een grote protestantse kerk en een ziekenhuis verrezen die haar naam dragen.

## Kinderen

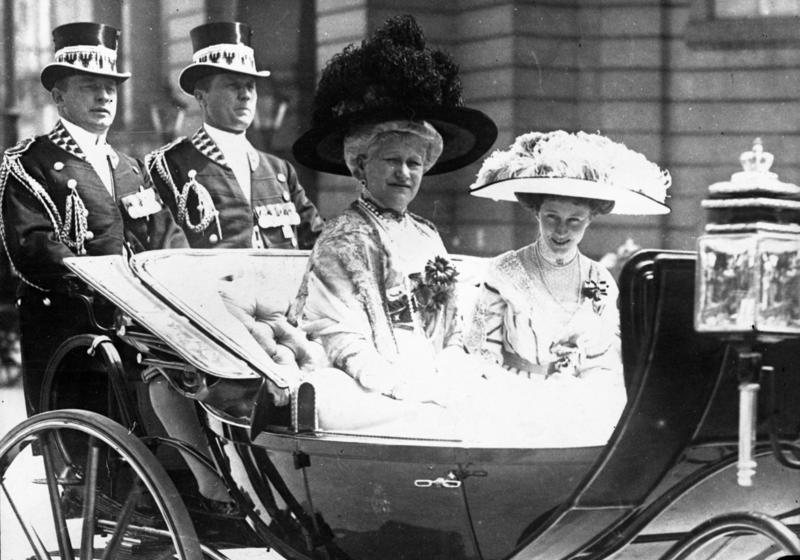
Keizerin Augusta Victoria met haar dochter Victoria Louise (1911)

| Afbeelding | Naam                    | Geboren           | Overleden         | Bijzonderheden                                                |
| ---------- | ----------------------- | ----------------- | ----------------- | ------------------------------------------------------------- |
|            | Kroonprins Wilhelm      | 6 mei 1882        | 20 juli 1951      | Huwde in 1905 met Cecilie van Mecklenburg-Schwerin.           |
|            | Prins Eitel Frederik    | 7 juli 1883       | 8 december 1942   | Huwde Sophie Charlotte van Oldenburg.                         |
|            | Prins Adalbert          | 14 juli 1884      | 22 september 1948 | Huwde Adelheid Arna van Saksen-Meiningen.                     |
|            | Prins August Wilhelm    | 29 januari 1887   | 25 maart 1949     | Huwde Alexandra van Sleeswijk-Holstein-Sonderburg-Glücksburg. |
|            | Prins Oscar             | 27 juli 1888      | 27 januari 1958   | Huwde gravin Ina Marie van Bassewitz-Levetzow.                |
|            | Prins Joachim           | 17 december 1890  | 18 juli 1920      | Huwde Marie Auguste van Anhalt. Pleegde in 1920 zelfmoord.    |
|            | Prinses Victoria Louise | 13 september 1892 | 11 december 1980  | Huwde Ernst August van Brunswijk.                             |